# Naemi Uddenberg
Elsa Naemi Johanna Uddenberg, född 29 oktober 1867 i Maria Magdalena församling, Stockholms stad, död 1 maj 1958 i Malmö Sankt Petri församling, Malmöhus län, var en svensk kvinnosakskvinna och folkskollärare.
Uddenberg tog folkskollärarexamen i Stockholm 1889. Samma år kom hon till Malmö, där hon började undervisa på folkskolor. Hon fortsatte att arbeta på folkskolor i Malmö till sin pensionering. 1906 tog Uddenberg tillsammans med Stina Hellgren och Lina Green initiativ till det som kom att bli Sveriges Folkskollärarinneförbund. Under 1920-talet var Uddenberg en period förbundets vice ordförande. Folkskollärarinneförbundet var en viktig del av den tidiga kvinnorättsrörelsen, och slogs 1963 samman med Sveriges Folkskollärarförbund till Lärarförbundet.
Uddenberg var under flera år drivande i Landsföreningen för kvinnans politiska rösträtts avdelning i Malmö, 1913–1917 som dess ordförande.